# Radicchio

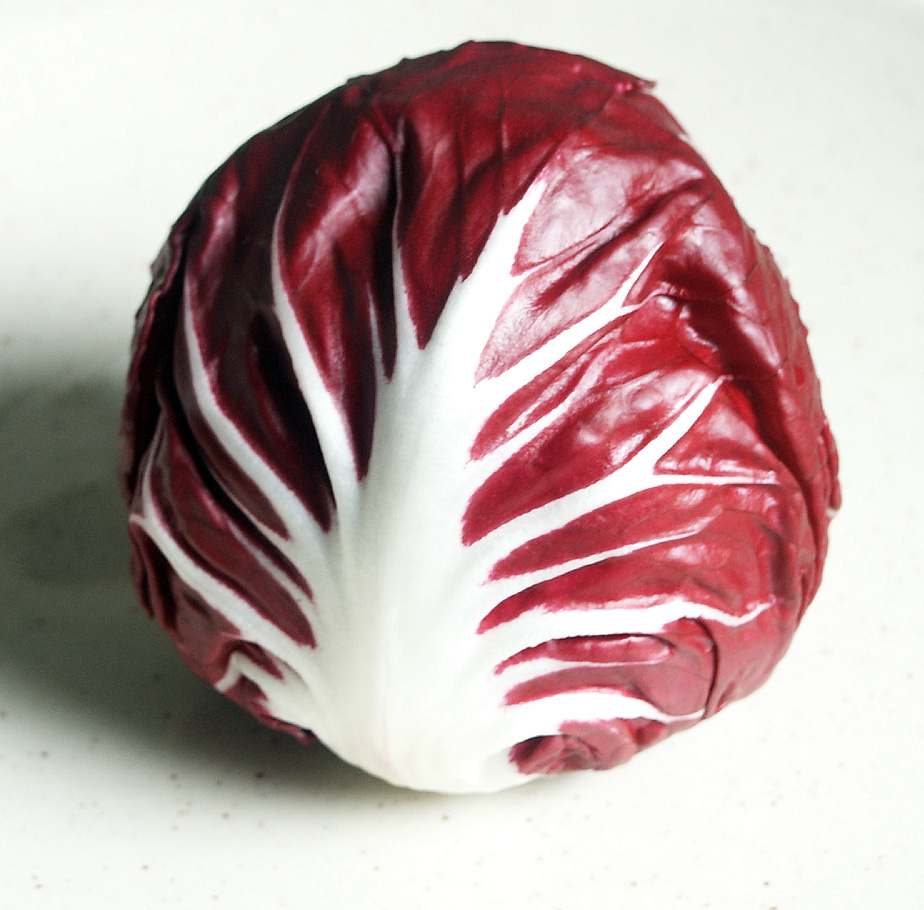
Radicchio Rosso di Chioggia

Der Radicchio (Aussprache: [raˈdikkjo]) (Cichorium intybus var. foliosum) ist eine Kulturform der Gemeinen Wegwarte (Zichorie), die als Gemüse oder Salat genutzt wird. Die verschiedenen Sorten wurden früher vor allem in Italien angebaut, woraus sich die regionalen Bezeichnungen herleiten. Zur eindeutigen Unterscheidung der Sortengruppen werden unten daher die italienischen Namen verwendet.

## Weitere Namen und Kurzformen
- Radicchio Rosso di Chioggia: Palla Rossa, Radicchio rosso, Radicchino
- Radicchio Variegato di Castelfranco: Castelfranco
- Radicchio di Verona: Winterradicchio, Rosettenzichorie
- Radicchio Tardivo
- Cicorino Rosso
- Trevisano[1]

## Herkunft und Beschreibung
Bis ca. 1985 wurde nördlich der Alpen noch sehr selten Radicchio angebaut. In großen Mengen wurde er von Italien in die nordeuropäischen Länder exportiert und war recht teuer im Verhältnis zu anderen Zichorien- oder Salatarten. Ab 1985 kamen die ersten Neuzüchtungen in den Anbau, und es setzte sich vor allem die Sortengruppe Radicchio Rosso di Chioggia durch. Seine rote Farbe verdankt er den physiologisch wichtigen Anthozyanen, außerdem enthält er Lactucopikrin, einen früher Intybin genannten, anregenden Bitterstoff, der roh verzehrt am besten wirkt.

## Sortengruppen
Die wohl mengenmäßig am meisten angebaute Sorte ist Radicchio Rosso di Chioggia, die durch Züchtung an die Klimaverhältnisse in Mittel- und Nordeuropa angepasst wurde und von hauptsächlich in den Niederlanden ansässigen Züchtern als Saatgut angeboten wird. Die zahlreichen Sorten aus Italien sind in der Regel für den Anbau nördlich der Alpen wenig geeignet. Die Sorten werden mit den Ziffern 1–5, entsprechend ihrer Wachstumsgeschwindigkeit, nach dem Zeitpunkt der Erntereife eingeteilt: früh (1), mittelfrüh (2), mittel (3), mittelspät (4) und spät (5).
- Radicchio Rosso di Chioggia: Blatt rund, dunkel weinrot mit weißen Blattrippen, bildet feste Köpfe mit Färbung bis ins Herz, das Umblatt ist grünlich-rot.
- Radicchio Rosso di Verona: Blatt mittel weinrot mit weißen Blattrippen, bildet lockere bis feste hochovale zylindrische Köpfe mit Färbung bis ins Herz
- Radicchio Variegato di Chioggia: Blatt weinrot mit starker beige-weißer Sprenkelung, bildet einen sehr festen runden Kopf
- Radicchio Variegato di Lusia: Blatt beige-weiß mit weinroter Sprenkelung mit sehr festem Kopf bei kugeligem Wuchs
- Radicchio Variegato di Castelfranco: Blatt beige-weiß mit weinroter Sprenkelung, bildet einen leichten lockeren Kopf bei kugeligem Wuchs
- Radicchio Rosso di Treviso Precoce: Blatt länglich, dunkel weinrot mit breiten weißen Blattrippen, bildet feste recht hohe langovale Köpfe (ähnlich einem Football) mit Färbung bis ins Herz
- Radicchio Rosso di Treviso Tardivo: Blatt lang, schmal und dunkel weinrot mit breiten weißen Blattrippen, bildet lockere Blattrosetten, für die Treiberei im Winter
- Radicchio Bianca di Lusia: Blatt vollständig hellgrün, bildet einen sehr festen runden Kopf
- Radicchio Grumolo grün oder rot: Blätter mittelgrün oder dunkel weinrot, feine weiße Blattrippen, bildet kleine Rosetten ähnlich Feldsalat, wird aber größer und die Blätter sind runder ohne Stiel

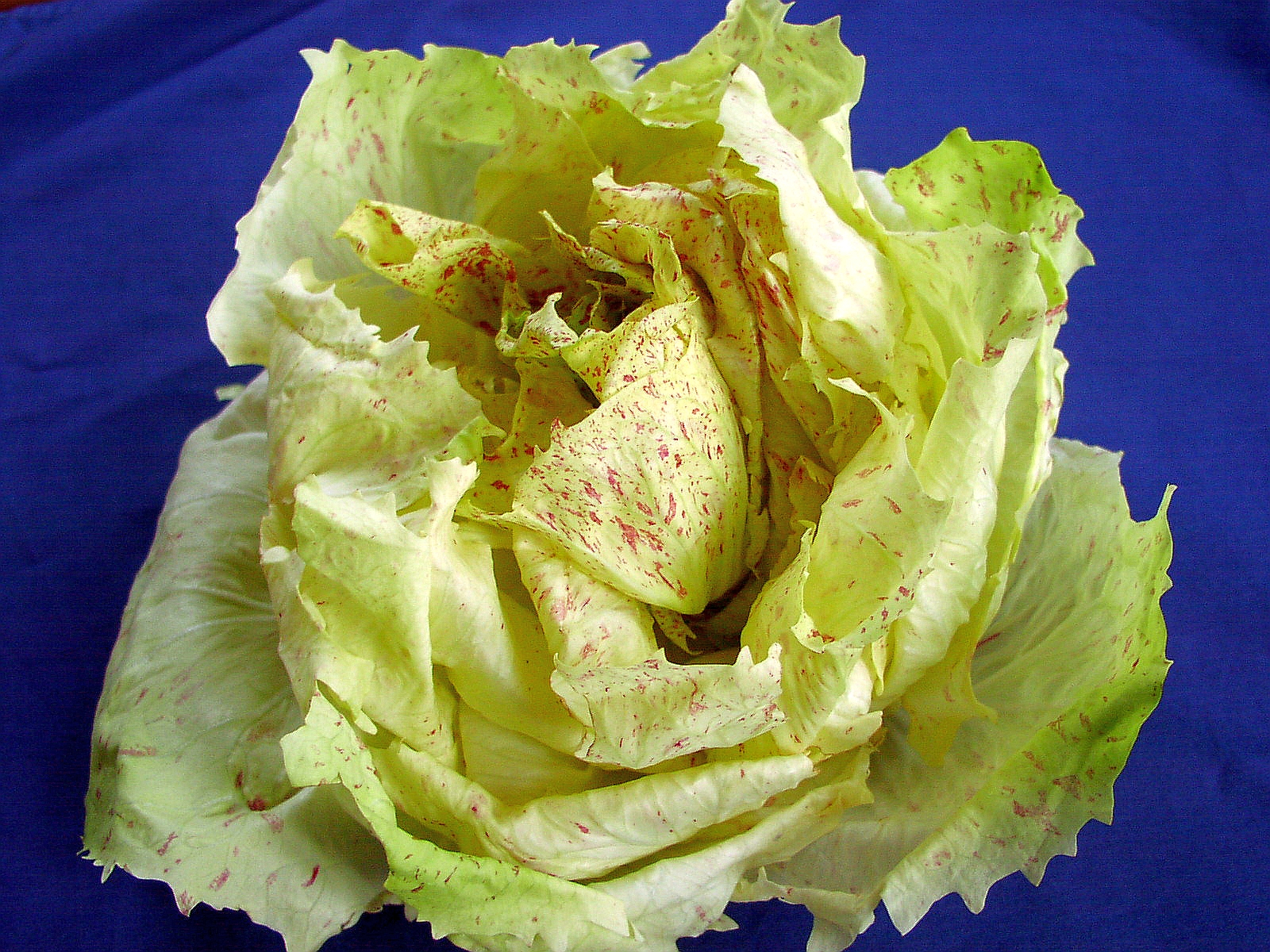
Radicchio Variegato di Castelfranco
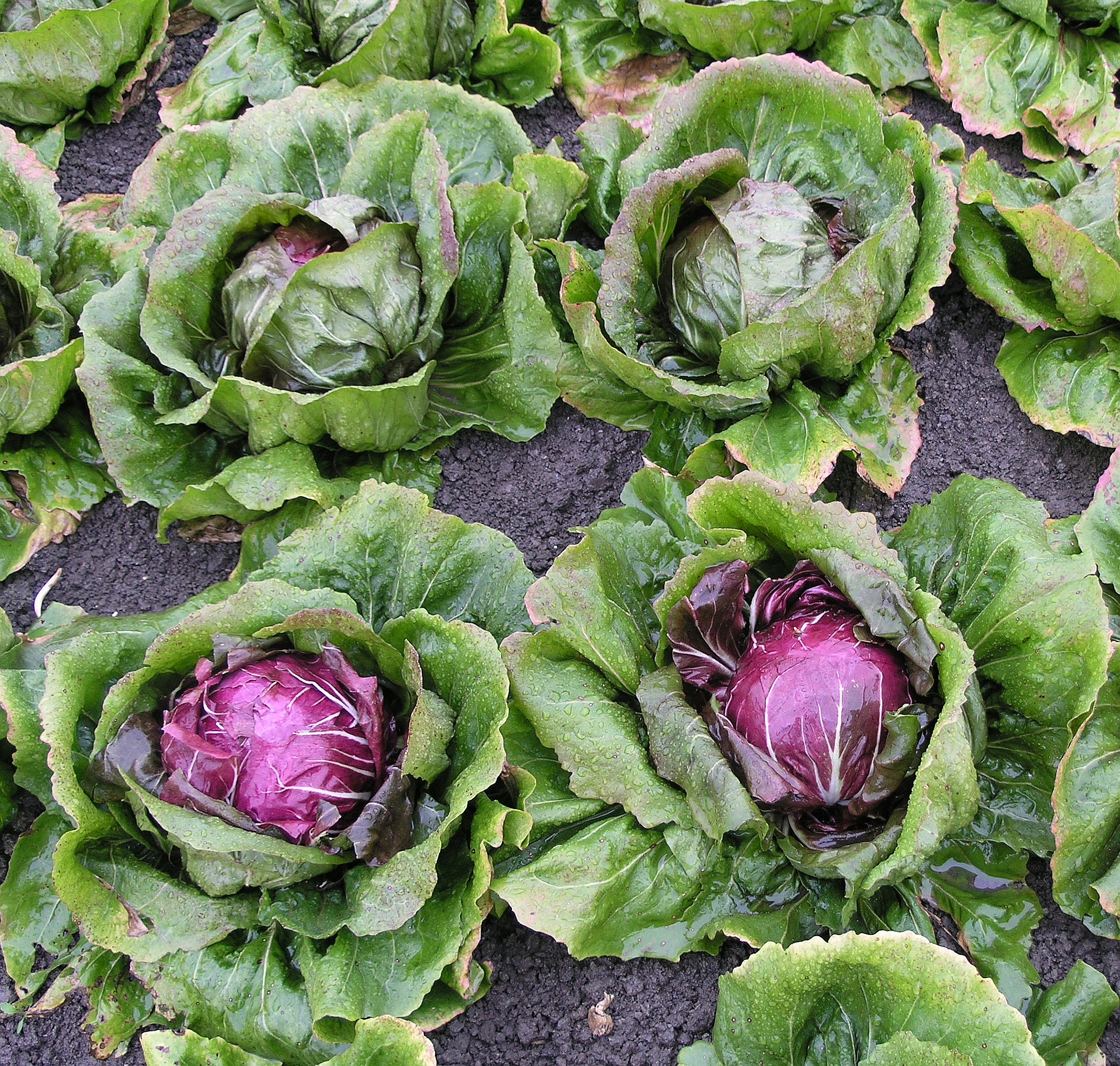
Radicchio Rosso di Chioggia
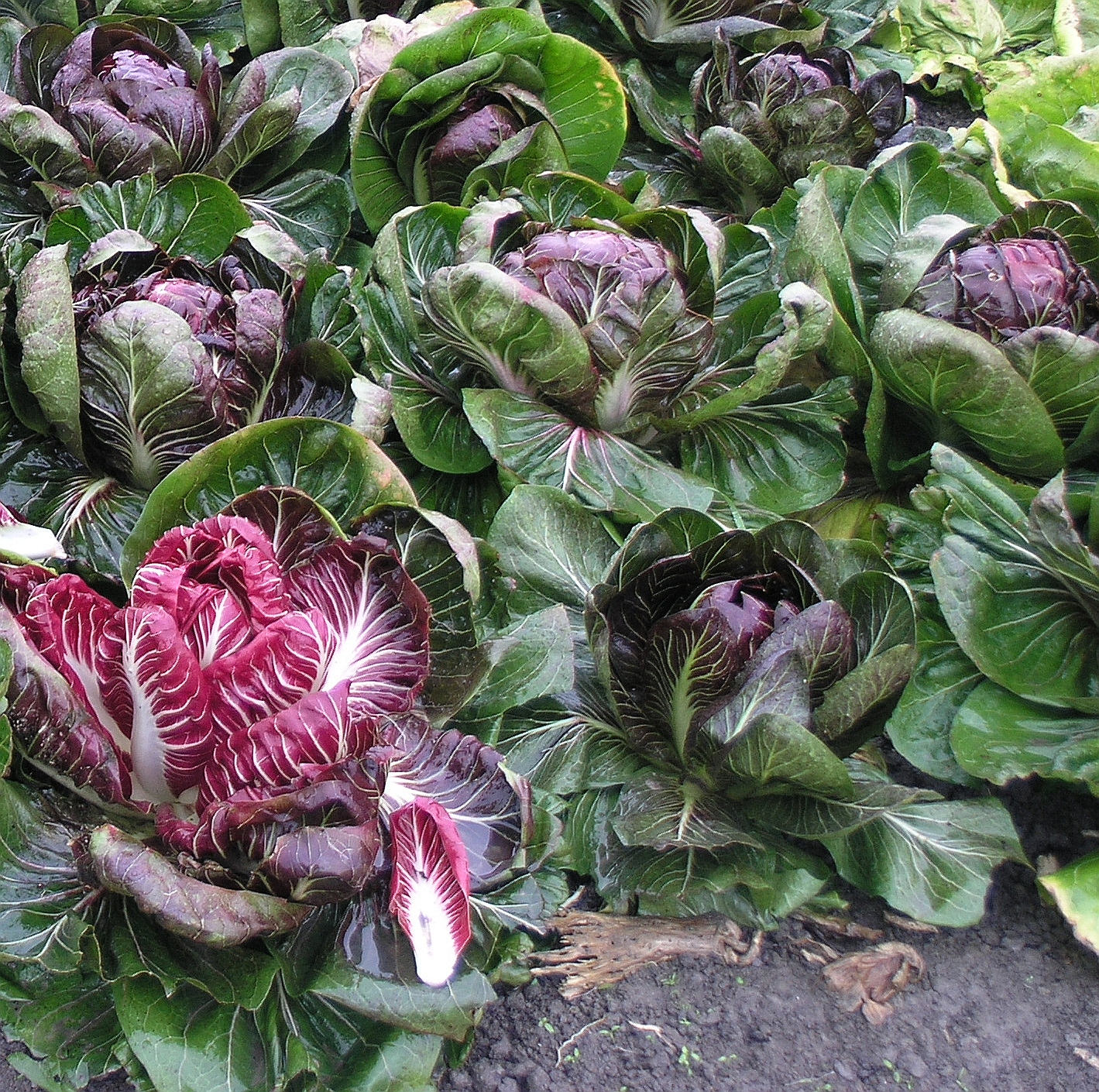
Radicchio Rosso di Treviso precoce
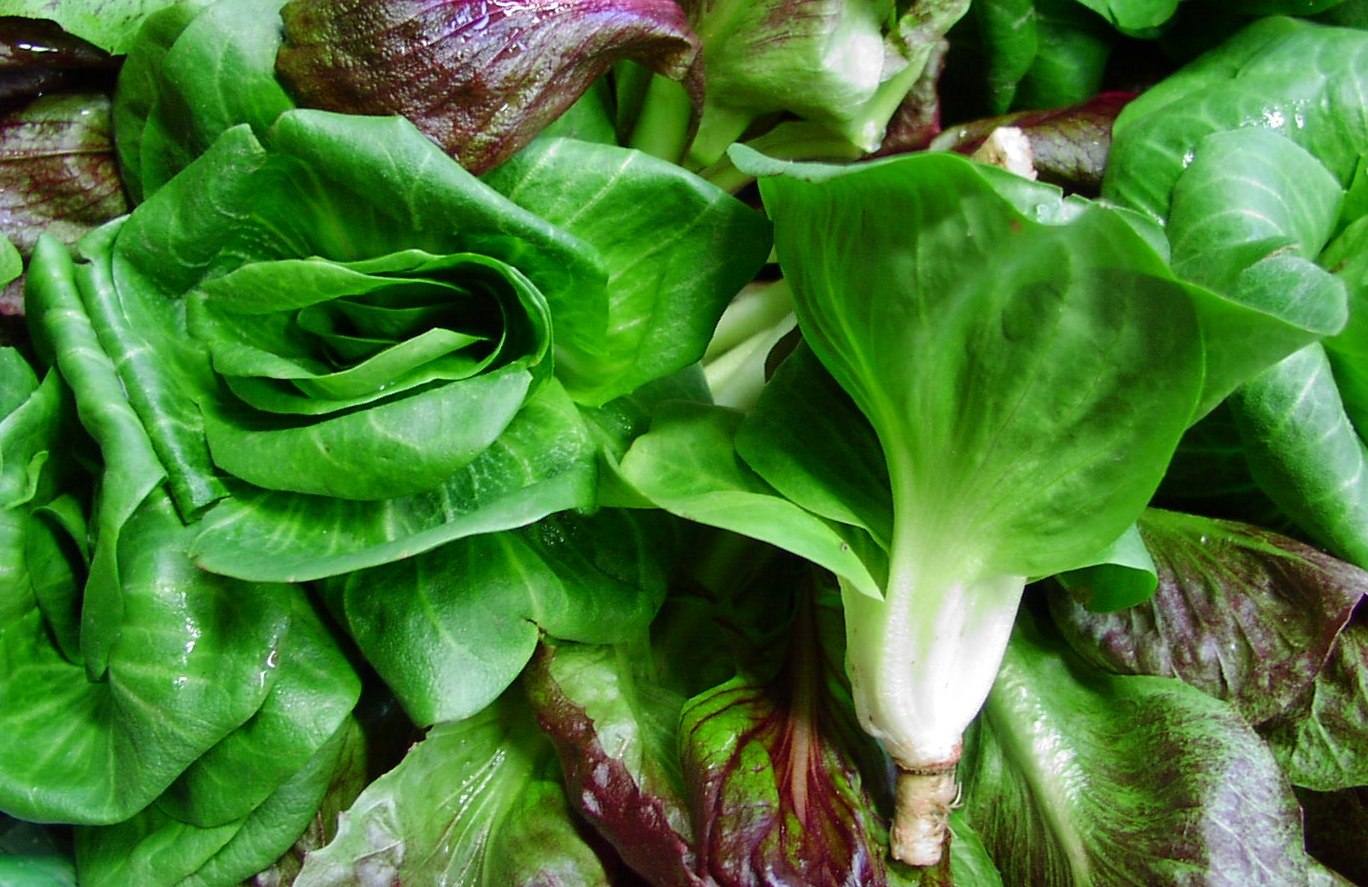
Radicchio Grumolo grün

## Anbau und Ernte
Der Boden sollte durchlässig sein, eine Bewässerung ist vorteilhaft. Die Jungpflanzen benötigen Temperaturen über 16 °C, bei frühen Sätzen bis über 20 °C; je nach Sorte werden sonst bei zunehmender Tageslänge unerwünschte Blütenstände (Schosser) gebildet. Gepflanzt werden etwa 10–12 Pflanzen pro m² in Abständen von 25–30 × 30 cm und im Herbst von 40 × 35 cm. Die Kulturdauer beträgt 8–11 Wochen. Die Köpfe werden im Sommer ca. 200–250 g und im Herbst 300–350 g schwer. Radicchio übersteht stärkere Fröste bis −5 °C.

## Verwendung
Nördlich der Alpen wird Radicchio meist Salaten beigemischt oder dient als Tellerdekoration beim Anrichten. Der Geschmack ist wie bei allen Zichorien leicht bitter. Die als Indicazione geografica protetta geschützten Sorten Radicchio Rosso di Treviso und Radicchio Variegato di Castelfranco gelten als Spezialität der italienischen Region Veneto und werden gegrillt oder im Risotto verwendet. Durch die kompakte kugelige Form ist Radicchio gut vor dem Welken geschützt und kann so bis zu 4 Wochen im Kühlschrank aufbewahrt werden.